# Lam Ngai Tong
Lam Ngai Tong (林毅東S; Santo António, 13 gennaio 1990) è un calciatore macaense, difensore del GD Artilheiros.

## Carriera

### Club
Ha giocato nella massima serie hongkonghese.

### Nazionale
Nel 2017 ha esordito in nazionale.

## Statistiche

### Cronologia presenze e reti in nazionale
| Cronologia completa delle presenze e delle reti in nazionale ― Macao | Cronologia completa delle presenze e delle reti in nazionale ― Macao | Cronologia completa delle presenze e delle reti in nazionale ― Macao | Cronologia completa delle presenze e delle reti in nazionale ― Macao | Cronologia completa delle presenze e delle reti in nazionale ― Macao | Cronologia completa delle presenze e delle reti in nazionale ― Macao | Cronologia completa delle presenze e delle reti in nazionale ― Macao | Cronologia completa delle presenze e delle reti in nazionale ― Macao |
| Data                                                                 | Città                                                                | In casa                                                              | Risultato                                                            | Ospiti                                                               | Competizione                                                         | Reti                                                                 | Note                                                                 |
| -------------------------------------------------------------------- | -------------------------------------------------------------------- | -------------------------------------------------------------------- | -------------------------------------------------------------------- | -------------------------------------------------------------------- | -------------------------------------------------------------------- | -------------------------------------------------------------------- | -------------------------------------------------------------------- |
| 5-9-2017                                                             | Taipa                                                                | Macao                                                                | 0 – 2                                                                | India                                                                | Qual. Coppa d'Asia 2019                                              | -                                                                    |                                                                      |
| 2-10-2017                                                            | Taipa                                                                | Macao                                                                | 3 – 1                                                                | Laos                                                                 | Amichevole                                                           | -                                                                    |                                                                      |
| 11-10-2017                                                           | Bangalore                                                            | India                                                                | 4 – 1                                                                | Macao                                                                | Qual. Coppa d'Asia 2019                                              | -                                                                    |                                                                      |
| 14-11-2017                                                           | Taipa                                                                | Macao                                                                | 3 – 4                                                                | Kirghizistan                                                         | Qual. Coppa d'Asia 2019                                              | -                                                                    |                                                                      |
| 22-3-2018                                                            | Taipa                                                                | Macao                                                                | 0 – 1                                                                | Mauritius                                                            | Amichevole                                                           | -                                                                    |                                                                      |
| 27-3-2018                                                            | Yangon                                                               | Birmania                                                             | 1 – 0                                                                | Macao                                                                | Qual. Coppa d'Asia 2019                                              | -                                                                    |                                                                      |
| 6-6-2019                                                             | Zhuhai                                                               | Macao                                                                | 1 – 0                                                                | Sri Lanka                                                            | Qual. Mondiali 2022                                                  | -                                                                    | 28’                                                                  |
| Totale                                                               |                                                                      | Presenze                                                             | 7                                                                    |                                                                      | Reti                                                                 | 0                                                                    |                                                                      |